# Leyla Şıxlinskaya
Leyla Fərrux qızı Şıxlinskaya (* 12. Juni 1947 in Moskau) ist eine aserbaidschanische Schauspielerin.

## Leben und Karriere
Şıxlinskaya wuchs in Moskau auf. Ihr Debüt gab sie 1964 in dem Film Cazibə Qüvvəsi. Anschließend trat sie 1965 in Arşın Mal Alan auf. 1971 wurde sie für den Film Gün keçdi gecastet. Şıxlinskaya war viermal verheiratet. Die längste Ehe war mit Andrei Loginow. Außerdem spielte sie 1975 in dem Film Dədə Qorqud die Hauptrolle. Ihre letzte Rolle bekam sie 1990 in Şahid Qız.
Zudem hat Şıxlinskaya eine Privatklinik für Frauen.

## Filmografie (Auswahl)
Filme
- 1964: Cazibə Qüvvəsi
- 1965: Arşın Mal Alan
- 1971: Gün keçdi
- 1971: Oxuyur Müslüm Maqomayev
- 1972: Xatirələr Sahili
- 1972: Qızıl Qaz
- 1973: Ömrün İlk Saatı
- 1975: Dədə Qorqud
- 1978: Dantenin Yubileyi
- 1985: Bağ Mövsümü
- 1986: Qəm Pəncərəsi
- 1990: Şahid Qız